# 민주 세계화
민주 세계화는 세계 조직에서 세계 시민들에게 발언권을 줄 세계적 민주주의의 제도적 체계의 개념이다. 이는 그것의 지지자, 바이패스 민족국가, 기업체, 비정부 기구 등의 관점이다. 일부의 경우, 민주 세계화는 세계 지도자들과 전 세계 시민들 국제기구의 구성원의 직접 선거에 대한 필요성을 강조하는 민주 세계화의 변형이다. 다른 사람에게는, 그것은 민주 세계화의 또 다른 이름이다.

## 같이 보기
- 대안세계화
- 세계시민주의
- 세계시민 민주주의
- 민주평화론
- 민주 세계 연방지지자
- 연방주의
- 하나의 큰 조합 (개념)
- 세계 시민 운동
- 세계 정부
- 세계 정의 운동
- 국제주의
- 다변주의
- 국가 통치권
- 대통령제
- 초국가주의
- 안토니오 네그리: 이탈리아 마르크스주의 정치 철학 제국의 저자
- 초국가 진보주의
- 유엔
- 유엔 의회 회의
- 세계 정치 당
- 세계 시민